# La Tor (Alta Garona)
La Tor (francès Latour) és un municipi francès del department de l'Alta Garona, a la regió Occitània.
Municipi situat a 50 km al sud de Tolosa i a 41 km al sud de Muret, a la zona de Volvestre.